# Орлик (приток Оскола)
Орлик — река в Губкинском и Чернянском районах Белгородской области России. Длина реки составляет 43 км, площадь водосборного бассейна 315 км². Исток реки расположен у села Истобного. Впадает в Оскол в 351 км от устья последней возле села Яблоново.

## Данные водного реестра
По данным государственного водного реестра России относится к Донскому бассейновому округу, водохозяйственный участок реки — Оскол ниже Старооскольского гидроузла до границы РФ с Украиной, речной подбассейн реки — Северский Донец (российская часть бассейна). Речной бассейн реки — Дон (российская часть бассейна).
Код объекта в государственном водном реестре — 05010400312107000011868.